# Coppa Italia di Legadue 2012-2013
La Coppa Italia di Legadue 2012-2013 è stata la nona edizione della manifestazione. La Bitumcalor Trento ha vinto il trofeo per la prima volta.

## Formula
La formula della manifestazione era identica a quella dell'edizione precedente: prevedeva la partecipazione di tutte le squadre iscritte al campionato di Legadue 2012-2013. Nelle fasi iniziali erano previste gare di andata e ritorno, con passaggio del turno in base alla somma dei punti nei due incontri.
Gli accoppiamenti degli ottavi di finale sono stati stilati tenendo in considerazione il principio della vicinanza geografica delle squadre. Dai quarti di finale si è seguito il criterio del piazzamento conseguito nella Legadue FIP 2011-2012.
La Final Four si è disputata il 9 e il 10 marzo 2013 al PalaTrento di Trento.

## Risultati

### Ottavi di finale
Le partite di andata si sono giocate il 26 settembre 2012, quelle di ritorno il 30 settembre.
| Squadra 1                  | Totale  | Squadra 2                  | Andata | Ritorno |
| -------------------------- | ------- | -------------------------- | ------ | ------- |
| Centrale del Latte Brescia | 173-185 | Novipiù Casale Monferrato  | 89-87  | 84-98   |
| Aget Service Imola         | 133-140 | Giorgio Tesi Group Pistoia | 83-83  | 50-57   |
| Orlandina Basket           | 168-180 | Sigma Barcellona           | 92-96  | 76-84   |
| FMC Ferentino              | 182-161 | Prima Veroli               | 79-65  | 103-96  |
| Fulgor Libertas Forlì      | 139-148 | Fileni BPA Jesi            | 74-76  | 65-72   |
| Tezenis Verona             | 144-152 | Pallacanestro Trieste      | 62-74  | 82-78   |
| Biancoblù Basket Bologna   | 122-162 | Bitumcalor Trento          | 58-79  | 64-83   |
| Nuovo Napoli Basket        | 200-192 | Givova Scafati             | 107-92 | 93-100  |

- Dopo l'esclusione di Napoli dalla Legadue FIP 2012-2013, Scafati è stata ammessa ai quarti di finale.

### Quarti di finale
Le partite di andata si sono giocate il 31 ottobre 2012, quelle di ritorno il 12 dicembre.
| Squadra 1             | Totale  | Squadra 2                  | Andata | Ritorno |
| --------------------- | ------- | -------------------------- | ------ | ------- |
| Pallacanestro Trieste | 163-168 | Novipiù Casale Monferrato  | 88-77  | 75-91   |
| Fileni BPA Jesi       | 147-150 | Givova Scafati             | 66-77  | 81-73   |
| FMC Ferentino         | 146-159 | Giorgio Tesi Group Pistoia | 73-82  | 73-77   |
| Bitumcalor Trento     | 162-154 | Sigma Barcellona           | 83-86  | 79-68   |

### Final Four
|  | Semifinali 9 marzo 2013    | Semifinali 9 marzo 2013    | Semifinali 9 marzo 2013 |                   |                            | Finale 10 marzo 2013       | Finale 10 marzo 2013 | Finale 10 marzo 2013 |  |
|  |                            |                            |                         |                   |                            |                            |                      |                      |  |
|  | Giorgio Tesi Group Pistoia | Giorgio Tesi Group Pistoia | 81                      |                   |                            |                            |                      |                      |  |
|  | Giorgio Tesi Group Pistoia | Giorgio Tesi Group Pistoia | 81                      |                   |                            |                            |                      |                      |  |
|  | Givova Scafati             | Givova Scafati             | 78                      |                   |                            |                            |                      |                      |  |
|  | Givova Scafati             | Givova Scafati             | 78                      |                   | Giorgio Tesi Group Pistoia | Giorgio Tesi Group Pistoia | 76                   |                      |  |
|  |                            |                            |                         |                   | Giorgio Tesi Group Pistoia | Giorgio Tesi Group Pistoia | 76                   |                      |  |
|  |                            |                            | Bitumcalor Trento       | Bitumcalor Trento | 84                         |                            |                      |                      |  |
|  | Novipiù Casale Monferrato  | Novipiù Casale Monferrato  | Bitumcalor Trento       | Bitumcalor Trento | 84                         | 85                         |                      |                      |  |
|  | Novipiù Casale Monferrato  | Novipiù Casale Monferrato  |                         |                   |                            |                            |                      |                      |  |
|  | Bitumcalor Trento          | Bitumcalor Trento          | 96                      |                   |                            |                            |                      |                      |  |